# Doki
Doki är en amerikansk-kanadensisk-mexikansk animerad TV-serie, producerad av Portfolio Entertainment, Frederator Studios, och Televisa för PBS Kids Sprout, TVOKids, och Canal 5. I Sverige har serien sänds på UR. Doki handlar om en hund och hans äventyr med sina vänner.

## Figurer
- Annabelle
- Gabi
- Doki
- Otto
- Mundi
- Figge